# Chuang Chuang et Lin Hui

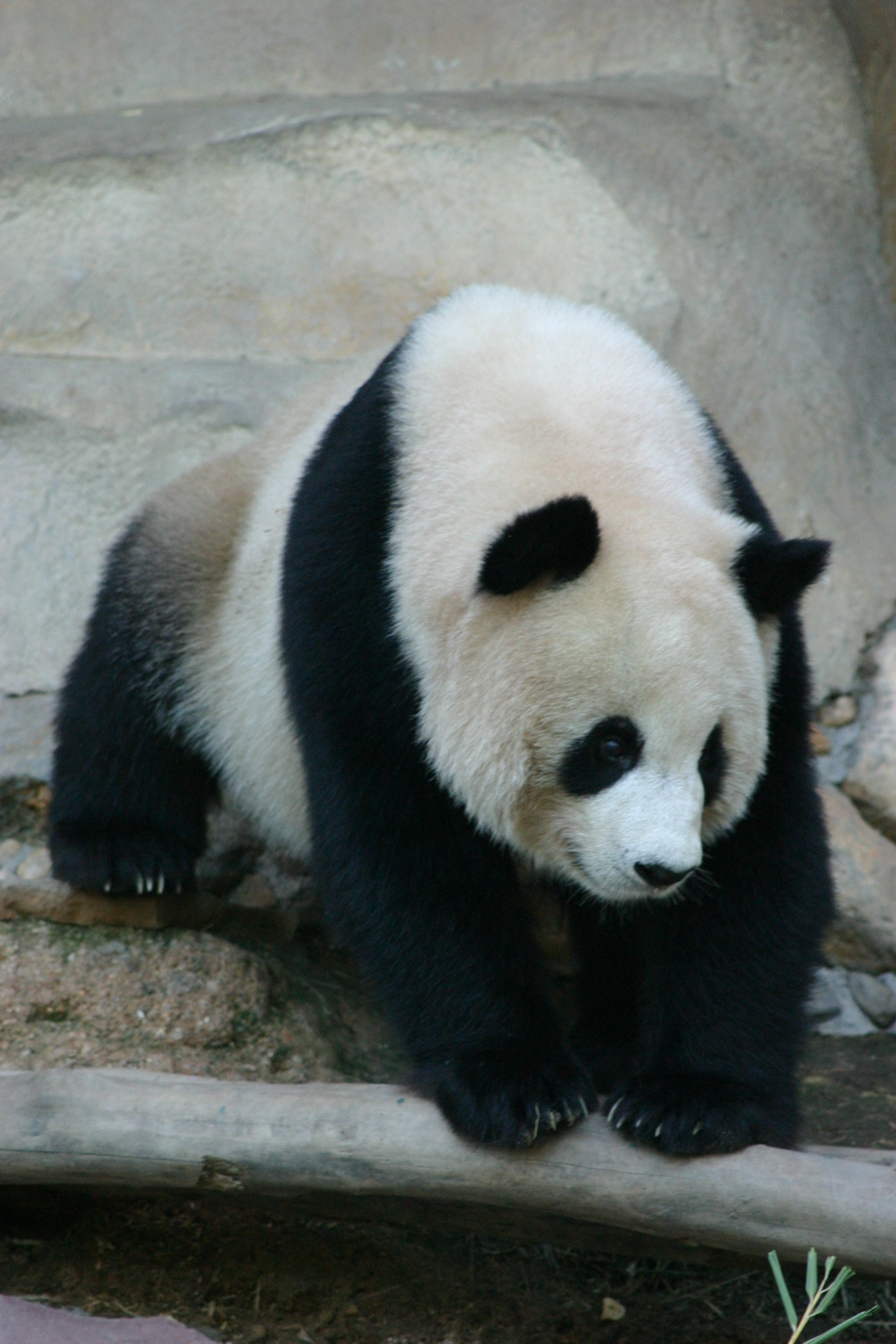
Chuang Chuang.

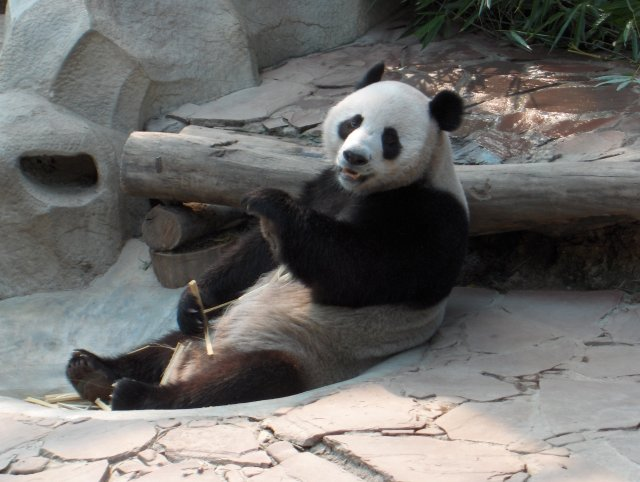
Lin Hui.

Chuang Chuang et Lin Hui sont deux pandas géants originaires du Sichuan, en Chine, prêtés au zoo de Chiang Mai dans la ville du même nom, en Thaïlande.

## Histoire
Chuang Chuang, mâle, est né le 6 août 2000 au Centre chinois de conservation et de recherche pour les pandas géants à Wolong, dans la province du Sichuan, en Chine. La mère de Chuang Chuang est Bai Xue et son père est Xin Xing.
Lin Hui, femelle, est née le 28 septembre 2001, également du Centre chinois de conservation et de recherche pour les pandas géants à Wolong. La mère de Lin Hui est Tang Tang et son père est Pan Pan,.
Prêtés par la ville de Chengdu, les pandas sont arrivés au zoo de Chiang Mai le 12 octobre 2003 pour commencer un programme de conservation de 10 ans visant à élever des pandas géants,.
Chuang Chuang et Linhui, à la suite d'une reproduction artificielle, attendent leur première progéniture nommée Lin Ping,. Le bébé panda femelle naît le 27 mai 2009 et réside également au zoo de Chiang Mai,.
Chuang Chuang décède le 16 septembre 2019 dans son enclos. Les responsables ont déclaré qu'il s'était effondré peu après s'être levé après un repas de feuilles de bambou.
Lin Hui s'éteint le 19 avril 2023. Son état se détériore dans la nuit après un saignement du nez le 18 avril au soir. Elle devait être rendue à la Chine en octobre 2023.
La vie de Chuang Chuang et Lin Hui était très suivie par les Thaïlandais. Une chaîne dédiée avait même fonctionné de 2009 à 2012, diffusant 24 heures sur 24.
Après le décès de Lin Hui, la Thaïlande n'a plus de panda.

## Noms
| Nom           | Nom         | Nom                                    | Sexe    | Date de naissance / Date de décès (le cas échéant)     |
| Anglais       | thaïlandais | chinois                                | Sexe    | Date de naissance / Date de décès (le cas échéant)     |
| ------------- | ----------- | -------------------------------------- | ------- | ------------------------------------------------------ |
| Chuang Chuang | ช่วง ช่วง     | 创 创 (simplifié) 創 創 (traditionnel) | Mâle    | Né : 6 août 2000 / Décédé : 16 septembre 2019 (19 ans) |
| Lin Hui       | หลิน ฮุ่ ย     | 林惠                                   | Femelle | 28 septembre 2001 / Décédé : 19 avril 2023 (21 ans)    |